# Clube Atlético Guarany
O Clube Atlético Guarany, também conhecido como Guarany Cotriel por razões de patrocínio, é um clube poliesportivo brasileiro da cidade de Espumoso, Rio Grande do Sul. Atualmente, possui uma equipe de futsal profissional e uma equipe de futebol amadora.

## História
Fundado em 1 de julho de 1956, o Guarany possuía uma equipe de futebol profissional na década de 1980, tendo participado das edições da Terceira Divisão de 1967 e 1968, da Segunda Divisão de 1974 e da Copa Governador do Estado do Rio Grande do Sul de 1975. A equipe disputava os seus jogos no Estádio Municipal Ângelo Macalós. Em 2005, retornou para participar do Campeonato Estadual de Amadores.
No futsal, a equipe surgiu no início da década de 1980 e tornou-se um das primeiras equipes profissionais filiadas à Federação Gaúcha de Futebol de Salão (FGFS).[carece de fontes?] Nesta primeira passagem, as melhores campanhas da equipe na competição foram em 1998 e em 2009, quando alcançou as finais da Série Prata, equivalente à segunda divisão estadual, sendo derrotado pela SAC e pela AGSL, respectivamente.[carece de fontes?] Após um tempo em hiato, retornou em 2014 para a disputa da Série Bronze - terceira divisão estadual, onde alcançou a semifinal, e de acordo com o regulamente, conseguiu acesso para a Série Prata de 2015. No segundo ano de disputa, em 2016, a equipe conquistou o título ao derrotar a SASE nas finais e o acesso à Série Ouro de 2017.
Com a criação da Liga Gaúcha de Futsal, o Guarany passou a disputar a competição independente, e, em 2017, encerrou a disputa na sexta posição, sendo eliminado nas quartas-de-final para o Carlos Barbosa.[carece de fontes?] Em 2018, a equipe de Espumoso foi novamente eliminada nesta fase, ao sofrer o revés perante a Assoeva. No entanto, em 2019, o Guarany atingiu a inédita final da competição, onde enfrentou o Atlântico. No jogo de ida, empate em 3-3 na cidade de Espumoso; na volta, vitória da equipe de Erechim por 4-0 no Caldeirão do Galo, deixando o Guarany vice-campeão da competição. Também em 2019, o Guarany sagrou-se campeão da Copa dos Pampas, ao derrotar a Uruguaianense na final.

## Títulos
- Campeonato Gaúcho de Futsal - Série Prata: 2016
- Copa dos Pampas: 2019

Campanhas de destaque
- Campeonato Gaúcho de Futsal - Série Prata: 1998; 2009 (2º lugar)
- Liga Gaúcha de Futsal: 2019 (2º lugar)